# Hilda Sachs
Hilda Gustafva Sachs (13 mars 1857 - 26 février 1935) est une journaliste suédoise, traductrice, écrivain et féministe.

## Biographie
Hilda Sachs a étudié à l'École normale supérieure de 1878 à 1881, où elle a d'abord travaillé comme enseignante. Elle est devenue journaliste après la mort de son mari en 1893. Elle a été reporter pour Dagens Nyheter, Nya Dagligt Allehanda, Svenska Dagbladet et Stockholmsbladet entre 1895 et 1920. Elle a été correspondante étrangère à Paris pour Dagens Nyheter 1895-1898 et Nya Dagligt Allehanda 1897-1898 et à Rome pour Svenska Dagbladet 1908-1910. En 1899, elle est déléguée de Nya Dagligt Allehanda au Congrès des journalistes à Rome, et est ainsi la première de son sexe à occuper un tel poste.
En 1902, elle est l'une des fondatrices de l'Association pour le suffrage politique des femmes et est membre de son conseil d'administration de 1912 à 1921. Elle a assisté à la plupart des congrès internationaux sur le suffrage et en a fait le compte rendu. Elle a été membre du conseil d'administration du Club de discussion des femmes 1910-1912 et du comité de travail de la Fédération civique des femmes suédoises 1921-1935.
Fille de Johan Gustaf Engström, commerçant, et de Gustafva Augusta Gustafsson, elle a épousé en 1886 Carl Fredrik Sachs, qui possédait un grand magasin de fleurs à Stockholm. Après la mort de ce dernier, elle se lie d'amitié avec Hinke Bergegren, ce qui se transformera plus tard en relation amoureuse. 